# Andrea Leadsom
Dame Andrea Jacqueline Salmon, coniugata Leadsom (Aylesbury, 13 maggio 1963), è una politica britannica, esponente del Partito Conservatore. Dal 24 luglio 2019 al 13 febbraio 2020 è stata Segretario di Stato per gli affari economici, l'energia e la strategia industriale del Regno Unito. Dal giugno 2017 al maggio 2019 è stata Leader della Camera dei Comuni e Lord Presidente del Consiglio dopo essere stata dal luglio 2016 Segretario di Stato per l'ambiente, l'alimentazione e gli affari rurali con Theresa May, ministro dell'Energia dal maggio 2015 con David Cameron e dall'aprile 2014 ministro dell'Economia e ministro della City sotto la coalizione Cameron-Clegg. Dal 2010 al 2024 è stata deputata al parlamento del collegio di South Northamptonshire.

## Biografia
Nasce ad Aylesbury, nel Buckinghamshire, figlia di Richard Salmon e Judy Kitchin. Frequenta la Gramar School di Tonbridge, quindi studia scienze politiche all'Università di Warwick, laureandosi nel 1987. 

### Carriera finanziaria
Inizia a lavorare nel settore finanziario prima per la Barclays de Zoete Wedd e poi per la divisione investimento di Barclays Bank. Occupando vari ruoli, da assistente personale a vice direttore del team delle istituzioni finanziarie, ruolo che ha comportato il mantenimento di rapporti contrattuali con altre banche. Per questo motivo ha avuto, racconterà, "un ruolo in prima fila" nel crollo di Barings Bank. Leadsom si scontra con l'allora capo della Barclays Investments, Bob Diamond, quando lui cerca di persuaderla a tornare al lavoro a tempo pieno dopo la prima gravidanza; lei preferisce allora lasciare la banca nel 1997.
Dal 1997 al 1999 Leadsom è direttore dell'hedge fund di suo cognato, Peter du Putron, di nome De Putron Fund Management (DPFM). Nel 1998 entra nel board director del fondo con il nome da nubile. Dal 1999 al 2009 lavora con diversi ruoli presso Invesco Perpetual, in particolare su "progetti speciali" per il capo degli investimenti, il "Chief Investment Officer", tra cui anche la negoziazione dei termini di pagamento per i gestori dei fondi senior. 

### Carriera politica
Eletta per la prima volta alla Camera dei Comuni nella collegio di South Northamptonshire nelle elezioni generali del 2010, è stata una esponente di spicco della campagna per la Brexit durante il referendum del 2016 e si è guadagnata una posizione nei dibattiti referendari. Dopo le dimissioni di David Cameron, Leadsom è stata uno dei cinque candidati alle elezioni primarie del Partito Conservatore del 2016, e quindi per il ruolo di primo ministro. 
Nel secondo turno di votazioni dei parlamentari è arrivata seconda dopo Theresa May; le due donne avrebbero dovuto procedere a un ballottaggio fra i membri del partito, ma Leadsom si è ritirata dalla competizione, affermando di non avere abbastanza sostegno per vincere e ha sostenuto May, che è diventata leader del partito e primo ministro. May ha in seguito nominato Leadsom come Segretario di Stato per l'ambiente, il cibo e gli affari rurali nel suo primo gabinetto .
Dopo le elezioni anticipate del 2017, Leadsom è stata nominata Lord Presidente del Consiglio e Capo della Camera dei Comuni.
La ministra, figura di spicco fra i componenti brexiteer del governo Tory, ha annunciato il 22 maggio 2019 le dimissioni in polemica con le concessioni fatte dalla premier Theresa May alle opposizioni nel testo della legge d'attuazione della Brexit.

## Vita privata
Ha sposato il direttore commerciale Ben Leadsom nel 1993 e ha due figli e una figlia. Dopo la nascita del primo figlio, ha sofferto di depressione postnatale per diversi mesi.
Leadsom afferma che il cristianesimo ha un ruolo centrale nella sua vita. Ha detto a Tim Ross di The Daily Telegraph: "Sono una cristiana molto impegnato, penso che i miei valori e tutto ciò che faccio siano guidati da questo". Partecipa a "vari gruppi di studi biblici" con altri parlamentari, ha discusso apertamente la sua fede cristiana in un video ospitato sul sito web del gruppo parlamentare di tutti i partiti cristiani in Parlamento.